# 小行星3297
小行星3297（1978 WN14）是一顆以香港命名的小行星。

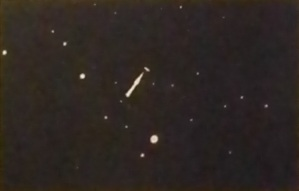
小行星3297

## 概述
小行星3297是由紫金山天文台於1978年11月26日發現的。
據聞紫金山天文台特意選有「97」字尾的小行星作香港回歸的禮物。

## 基本參數
- 名稱: 3297 香港 (1978 WN14)

### 軌道根數
- 日期: 2453200.5 (中國時間2004年7月14日08時00分00秒，曆書時)
- 偏心率: 0.1712532
- 升交點黃經: 112.42069°
- 軌道半徑: 3.1355579天文單位
- 公轉週期: 5.55251地球年
- 近日點日距: 2.5921816天文單位
- 近日點角距: 291.94940°
- 黃經平均變化率: 0.177628°/天
- 近日點日期: 2451915.820673 (中國時間2001年1月6日15時41分46秒，曆書時)
- 軌道傾角: 2.37349 °
- 遠日点日距: 3.67625503天文單位[2]